# 研音グループ
研音グループ（けんおんグループ）は、芸能事務所の株式会社研音（英: KEN ON Inc.）を中心とした計4社から成り立つ日本の企業グループ。日本音楽事業者協会（音事協）正会員。

## 概要
1974年、浅野ゆう子が日本レコード大賞新人賞を受賞。
1981年、堀江淳「メモリーグラス」・増田けい子（元ピンク・レディー）「すずめ」がヒット。
1985年、中森明菜が「ミ・アモーレ」、翌年「DESIRE -情熱-」と2年連続で日本レコード大賞を受賞。
1986年に石井明美「CHA-CHA-CHA」で日本レコード大賞新人賞受賞。
音楽を中心としたマネジメント会社としての基盤を固めたがテレビの音楽番組が減少したことから1980年代後半からは俳優のマネジメントを中心にした方針に転換。浅野ゆう子をトレンディ女優として成功させた他、社運を賭けて財前直見を売り出し、唐沢寿明、山口智子、反町隆史、竹野内豊ら主役級のタレントを次々に輩出した。
音楽部門でも、平井堅やthe brilliant greenがヒット。2006年には絢香がブレイク。新人ながらアルバムセールス150万枚超を記録した。
研音グループでは芸能活動をする人物は、歌手だけでなく俳優も「アーティスト」と呼び、歌手のみを指す場合は「ミュージシャン」と呼ぶ。

他の芸能事務所からの移籍もあり天海祐希、菅野美穂、榮倉奈々などは転籍組である。
また唐沢寿明の呼びかけで2001年から研音タレントの私物を出品しチャリティーオークションを行っている。落札金額全額を骨髄バンクへ寄付している。

## グループ企業
- 研音 - 芸能マネージメント。
- ケン企画 - CM制作。
- エムシーキャビン音楽出版 - 音楽出版。
- スリーハンドレットエンタテインメント - 芸能マネージメント。

### かつてのグループ企業
- オフィストーク[3]（離脱） - 芸能マネージメント。福井貴一らが所属。傘下当時は下條アトム、増田恵子らも所属。
- ナイスウェーブ[4][3]（消滅） - 芸能マネージメント。傘下当時は奥田美和子、黒川智花、沢村一樹、竹野内豊、速水もこみちらが所属。
- ピンナップスアーティスト[4][3]（離脱） - 芸能マネージメント。surface、ストレイテナー、平井堅らが所属。
- レッドロック[4][3]（消滅） - 原盤制作。

## 略歴
- 1973年 - 競艇専門紙で知られる研究出版株式会社 音楽事業部として設立。
- 1974年1月 - エムシーキャビン音楽出版を設立。
- 1979年10月 - 研究出版株式会社 音楽事業部が発展的独立。株式会社研音として法人化[注 1]。
- 1981年7月 - ケン企画を設立。
- 1983年 - ナイスウェーブを設立。
- 1992年3月 - ラッド・ジャパンを設立。
- 1996年4月 - 児玉英毅が株式会社研音の代表取締役社長に就任[1][注 2]。
- 1997年9月 - レッドロックを設立。
- 1999年6月 - ピンナップスアーティストを設立。オフィストーク（1987年5月設立）がグループ入り。
- 2002年 - 研音がナイスウェーブを吸収合併。
- 2008年4月 - 研音がレッドロックを吸収合併。
- 2009年 - ピンナップスアーティストがグループを離脱。
- 2012年4月 - ラッド・ジャパンがフォーティーワンに社名変更。
- 2014年4月 - スリーハンドレットエンタテインメントを設立。

## 主な所属タレント・アーティスト
所属タレントの並びは公式サイトに準拠。

### 女優
- 財前直見
- 仙道敦子
- 山口智子
- 髙田万由子
- りょう
- 原沙知絵
- 伊東美咲
- 黒川智花
- 市川由衣
- 天海祐希
- 成海璃子
- 榮倉奈々
- 菅野美穂
- 志田未来
- 川口春奈
- 杉咲花
- 大友花恋
- 桜田ひより
- 水谷果穂
- 福原遥
- 吉川愛
- 畑芽育
- 明日海りお
- 新井舞良
- 平澤宏々路
- 稲垣来泉
- 松本まりか

### 俳優
- 唐沢寿明
- 反町隆史
- 沢村一樹
- 速水もこみち
- 入江甚儀
- 市川知宏
- 竜星涼
- 福士蒼汰
- 山崎育三郎
- 上杉柊平
- 伊藤あさひ
- 水沢林太郎
- 古川雄大
- 一ノ瀬颯
- 中川大輔
- 濱尾ノリタカ
- 加藤清史郎
- 野村康太
- 有澤樟太郎
- 宮野真守

- 谷原七音

### スリーハンドレットエンタテインメント

#### ミュージシャン
- 家入レオ
- BLUE ENCOUNT
- LONGMAN
- Amber's
- ざきのすけ。
- UNFAIR RULE
- 小谷美紗子（業務提携）

#### 声優
- 尾崎由香

### 映画監督
- 山戸結希
- 相馬寿樹

### 演出家・脚本家
- 粟島瑞丸

### タレント
- JP（業務提携）

### K-NEXT
- 凛美
- 倉持春希
- 宮田体現
- 五藤倭衣
- 浅田芭路

### ケン企画
- 本郷理華
- 横山だいすけ（業務提携）

### エムシーキャビン音楽出版
- 山田高弘

### その他
- コブクロ（ミノスケオフィスコブクロと業務提携）

## 過去に所属していたタレント・アーティスト

### 女性
- 青木珠菜
- 浅野ゆう子
- 絢香
- 綾乃あゆみ
- 池田真紀
- 石井明美
- 上原美佐
- 江角マキコ
- 村田恵里
- 奥田美和子
- 片瀬那奈
- 加藤ローサ
- 川口雅代
- 木内舞留
- 喜多乃愛
- 北原ミレイ
- 希良梨
- 黒崎レイナ
- 研ナオコ
- 小出広美
- 斉藤浩子
- さくら
- 柴本幸
- スターボー
- Sowelu
- 相馬裕子
- 高山美図紀
- 滝川姫奈
- 谷口絵梨
- 円谷優子
- 巴千草
- 長澤樹
- 中村愛美
- 中森明菜
- 奈津子・亜希子
- 夏目かな
- 長谷川ニイナ
- 長谷川里桃
- 原菜乃華
- 日向ななみ
- 古川りか
- 星野有香
- 星村麻衣
- 堀つかさ
- 増田恵子
- 不二子
- 松下奈緒
- 松平千里
- 水野友加里
- 椋木美羽
- 森田まゆみ
- 榊原美紅
- 諸岡なほ子
- 山賀琴子
- 山口真帆
- 矢作穂香
- 山本ゆかり
- 渡部まお

### 男性
- 岡本竜汰
- 押尾学
- 海東健
- 小林亮太
- 小日向流季
- 瀬戸利樹
- 竹野内豊
- 平山浩行
- 田中奏生
- 小橋賢児
- 深水元基
- 下條アトム
- 堀江淳
- 石川伸一郎
- 草川祐馬
- 定岡徹久
- 平井堅
- 福井貴一
- 水嶋ヒロ
- 馬場俊英
- 松田翔太
- 永瀬匡
- 水上剣星
- 蒼山真人
- 若林星弥
- 山本涼介

### ミュージシャン
- The brilliant green
  - Tommy heavenly6
- savage genius
- SURFACE
- スターボー
- ストレイテナー
- ナナムジカ
- BEE PUBLIC
- ジョビジョバ
- YeLLOW Generation
- 東京Qチャンネル
- infix
- Serena
- SPYAIR
- 初音
- 番匠谷紗衣
- on and Go!
- ハナエ
- 川口レイジ
- she9

## 過去に在籍した関係者
- 稲村甲一
- 石井明美
- 中森明菜
- 増田惠子